# Ctenelmis rufipes
Ctenelmis rufipes is een keversoort uit de familie beekkevers (Elmidae). De wetenschappelijke naam van de soort werd in 1966 gepubliceerd door Joseph Delève.